# Haus Sauvigny

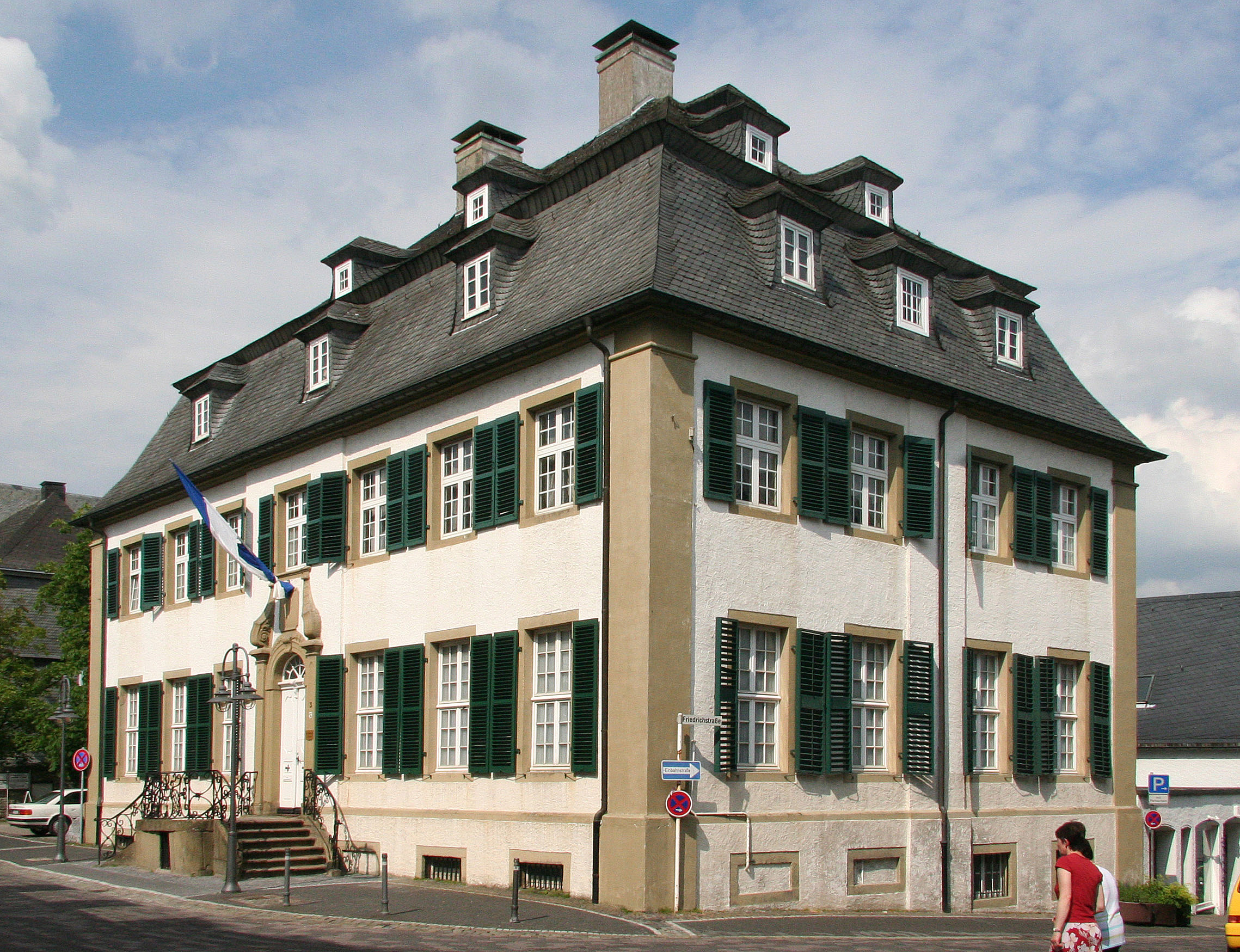
Haus Sauvigny

Das Haus Sauvigny ist ein denkmalgeschütztes Haus im Steinweg 3 in Brilon.
Laut einer Inschrift im Schlussstein des gartenseitigen Kellereinganges wurde es 1752 erbaut. Als Baumeister wird der Landesbaumeister Johann Matthias Kitz aus Hessen vermutet. Gebaut wurde es für den Gutsbesitzer und Gewerken Adam Eberhard Ulrich. Dieser hatte unter anderem durch sein väterliches Erbe und als Pächter der Almer Adelsgüter ein beträchtliches Vermögen erworben. Das Haus wurde lange Zeit, nach seinem vorherigen Almer Wohnsitz, die Tinne genannt.
Von Peter Ulrich, dem Urenkel des Erbauers, ging das Haus auf seine Schwester Caroline über, die ab 1833 mit dem aus Jülich stammenden Steuerrat Joseph Sauvigny verheiratet war. Mitte des 19. Jahrhunderts war im Erdgeschoss des Hauses das königlich-preußische Postamt untergebracht. Die Wechselstation für die Postkutschenpferde befand sich in den dazugehörigen Stallungen.
Das Haus ist ein zweigeschossiger verputzter Bruchsteinbau mit Sandsteingliederungen und geschiefertem, abgewalmten Knickdach mit vielen Dachgauben. Die Innenaufteilung sowie Teile der Ausstattung sind erhalten. Eine Remise und ein steinernes Wirtschaftsgebäude ergänzen das Anwesen. Im an der Rückseite gelegenen Garten befindet sich ein Pavillon mit einer barocken Schieferhaube.
Bekannter Bewohner des Hauses war der Briloner Bürgermeister Josef Paul Sauvigny. Er war der Großvater mütterlicherseits des 10. deutschen Bundeskanzlers Friedrich Merz. Ein weiterer war Friedrich Kasimir Kitz, Sohn des Baumeisters. Am 27. Oktober 1813 übernachtete hier Jérôme Bonaparte, ehemals König von Westphalen, auf seiner Flucht aus Kassel.
Eine Zeichnung der Grundrisse ist im Besitz der Familie Sauvigny erhalten.